# Argonaute (1958)
Argonaute (S636) to francuski okręt podwodny typu Aréthuse, czwarty okręt we Francuskiej Marynarce Wojennej noszący to imię.
Okręt został włączony do służby 23 października 1958 roku stając się okrętem flagowym eskadry okrętów podwodnych stacjonujących w bazie w Tulonie. Podczas swojej służby "Argonaute" spędził ponad 2000 dni na pełnym morzu, w tym ponad 32000 godzin pod wodą. Oficjalnie okręt został skreślony z listy 31 lipca 1982 roku.
W 1989 roku okręt został przeniesiony z Tulonu do portu w Hawrze. Następnie w 1991 roku został przetransportowany do Paryża, gdzie stał się częścią ekspozycji w muzeum Cité des Sciences et de l’Industrie. Okręt można zwiedzać codziennie z wyjątkiem poniedziałków i dni świątecznych.